# Christina Renker

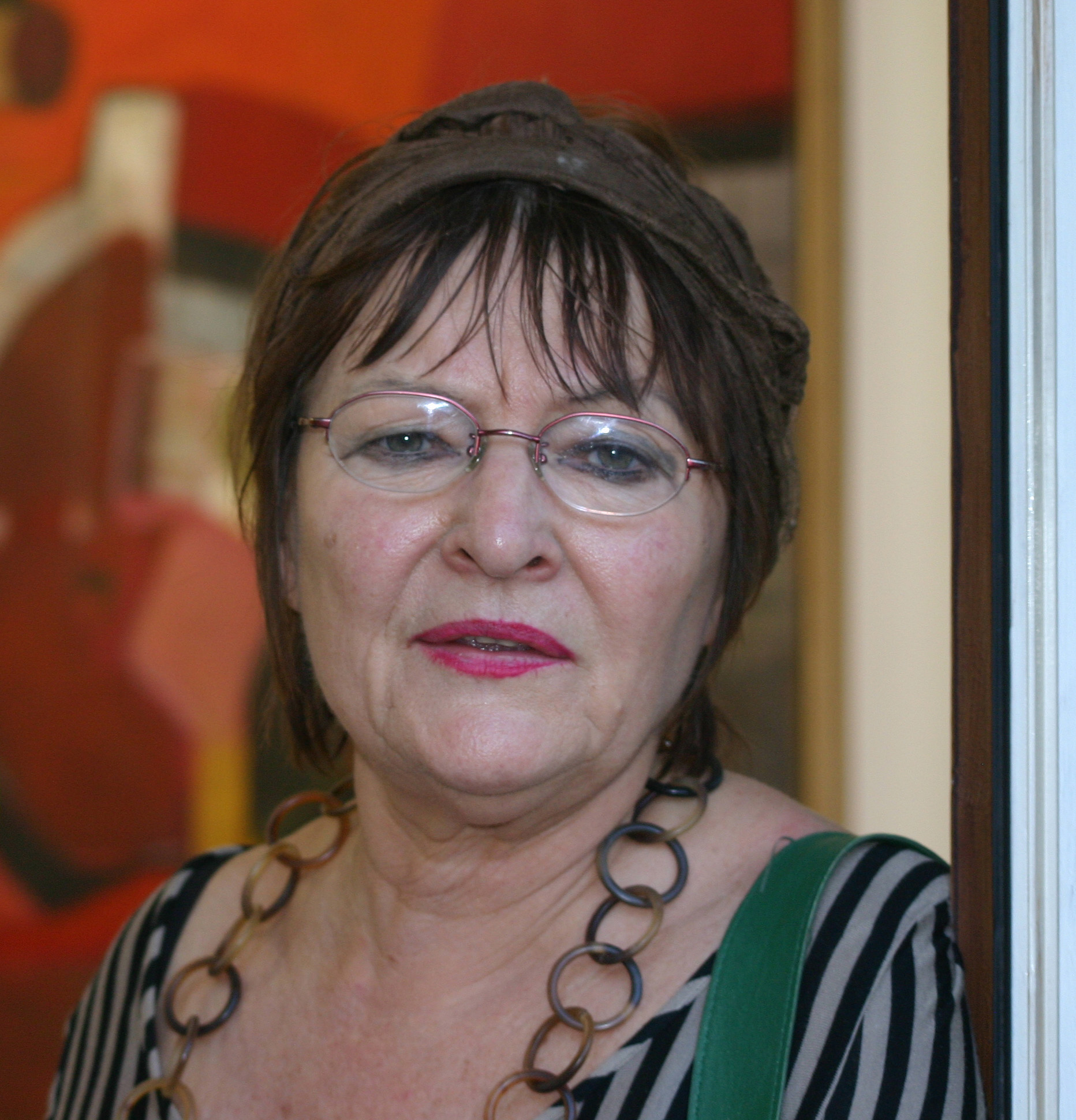
Christina Renker (2013)

Christina Renker (* 30. August 1941 in Altenburg) ist eine deutsche Keramikerin.

## Leben und Werk
Christina Renker absolvierte nach dem Abitur von 1960 bis 1962 in Bürgel in der Produktionsgenossenschaft des Kunsthandwerks bei Marieluise Fischer (1928–2022), eine Lehre als Töpferin und arbeitete danach bis 1964 in Saalfeld bei Gerhard Dölz in ihrem Beruf. Diese handwerkliche Vorbildung war Voraussetzung für das von ihr angestrebte Keramik-Studium an der Kunsthochschule Berlin-Weißensee. Dort studierte sie dann von 1964 bis 1969 bei Wolfgang Henze und Rudolf Kaiser, wobei die Ausbildung vor allem Baukeramik, keramische Plastik und Industriedesign umfasste. Vor allem Henze postulierte dazu „technische Vollkommenheit, Zweckmäßigkeit, Schönheit und Preiswürdigkeit“. In dieser Zeit lernt sie Hans Vent kennen, der ihr eigentlicher Lehrer wurde und ihre Leidenschaft für Farbe beeinflusste, und mit dem sie seit Mitte der 1960er Jahre eine Lebensgemeinschaft unterhielt.
Seit dem Diplom ist Christina Renker mit einer eigenen Werkstatt freischaffend in Berlin-Pankow tätig. Sie war eine der ersten Künstlerinnen der DDR, die das freie Gestalten wagten und schuf in den 1970er und 1980er Jahren vor allem gedrehte, verformte und montierte Gefäße und frei gebaute Gefäßobjekte und Objekte. Danach prägen ausdrucksstarke Köpfe und Büsten ihr Werk.
Christina Renker übernahm u. a. Aufträge für das Steingutwerk des Staatlichen Kunsthandels der DDR in Velten-Vordamm. Für eine von ihr dabei entwickelte Kollektion wurde sie 1977 mit dem Expertic-Diplom geehrt.
Seit 1972 beteiligte Christina Renker sich an einer großen Anzahl von nationalen und internationalen Ausstellungen, Keramiksymposien und den wichtigen Keramikbiennalen in Faenza, Sopot und Vallauris. U. a. war sie von 1972 bis 1988 auf der VIII. bis X. Kunstausstellung der DDR in Dresden vertreten.
Christina Renker war bis 1990 Mitglied des Verband Bildender Künstler der DDR. Im November 1976 gehörte sie zu den Künstlern der DDR, die gegen die Ausbürgerung Wolf Biermanns protestierten.
Seit 1992 leitete sie Volkshochschul-Kurse für plastisches Gestalten in Keramik und Workshops für künstlerische Arbeit mit Behinderten beim Förderverein Sonnenuhr. Sie gehört zu dem Kreis von Künstlern um die 2001 auf Initiative von Christa und Gerhard Wolf gegründete Galerie Amalienpark.
Mit Vent schuf sie u. a. 2008 die Wandgestaltung im Bereich des Eingangs und im Treppenhaus des Ärztehauses der Cajewitz-Stiftung in Pankow.
Christina Renker betreibt in Pankow den Kunstladen Galerie A.

## Öffentliche Sammlungen mit Werken Christina Renkers
- Berlin: Kunstgewerbemuseum
- Berlin: Märkisches Museum
- Berlin: Stiftung Kunstforum der Berliner Volksbank
- Berlin: Keramik-Museum Berlin
- Dresden: Kunstgewerbemuseum im Schloss Pillnitz[1]
- Frechen: Stiftung KERAMION
- Leipzig: GRASSI-Museum für Angewandte Kunst
- Magdeburg: Kunstmuseum Kloster Unser Lieben Frauen
- Römhild: Museum Schloss Glücksburg
- Valencia: Museo Nacional de Cerámica y Artes Suntuarias “Gonzales Marti” (Sammlung Adolf Enger)

## Personalausstellungen (unvollständig)
- 1978: Rostock, Galerie am Boulevard (mit Gerhild Freese)
- 1979: Karl-Marx-Stadt, Galerie Spektrum (mit Hans Vent)
- 1982: Berlin, Kleine Galerie Pankow (mit Heidemarie Woitinek)
- 1987: Berlin, Galerie Unter den Linden
- 1987: Leipzig, Galerie Wort und Werk (mit Dietrich Gnüchtel und Martin Möhwald)
- 1988: Berlin, Galerie am Strausberger Platz (mit Hans Vent)
- 1991: Berlin, Ephraimpalais (mit Gerhild Freese, Ute Händler und Hannelore Wedemeyer)
- 1998: Berlin, Galerie Solitaire (mit Heidi Vogel)
- 1999: Berlin, Galerie der Berliner Graphikpresse (mit Hans Vent)
- 2005: Berlin, Inselgalerie
- 2021/2022: Berlin, Keramikmuseum[2]